# Diemen

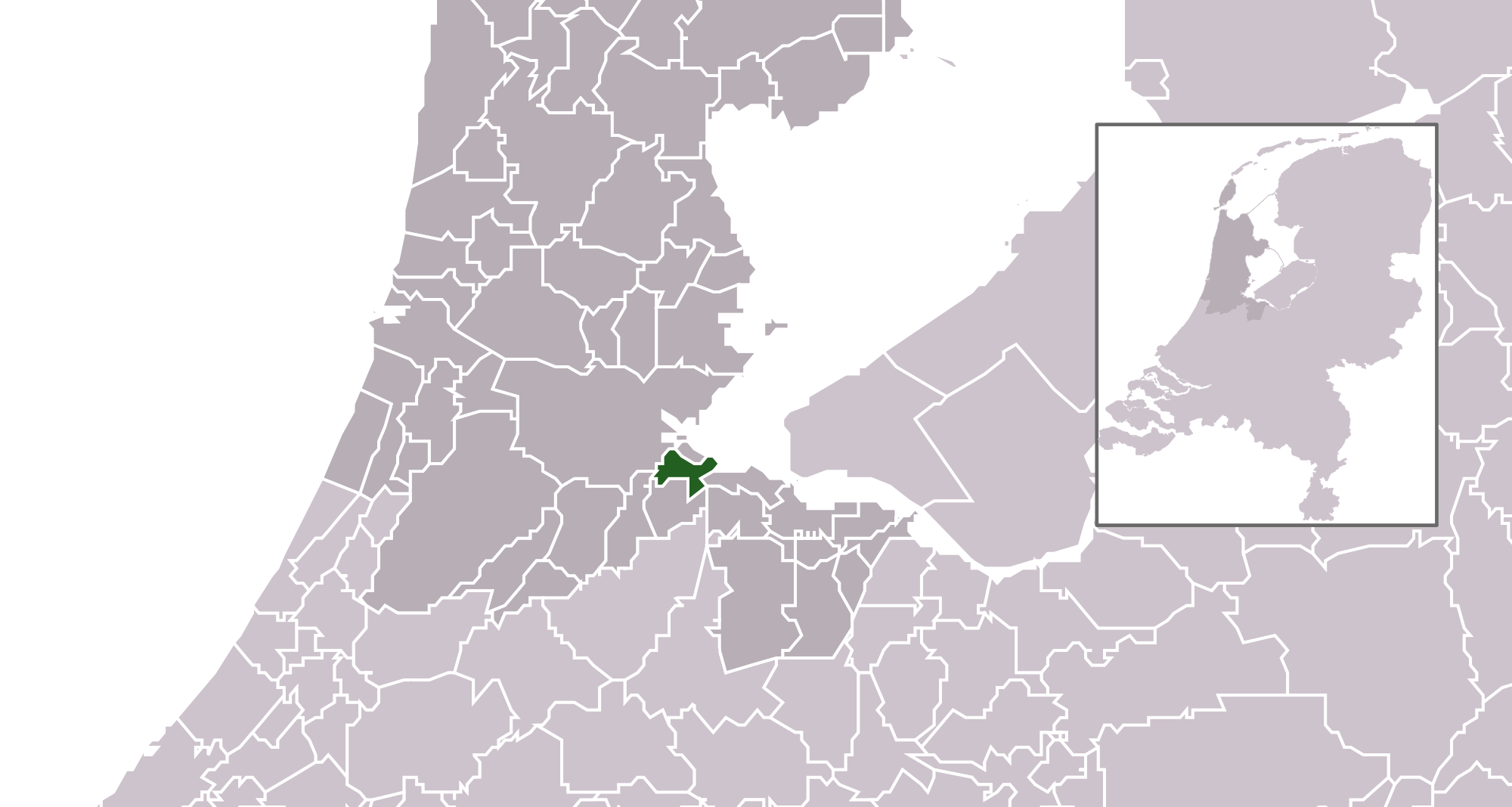
Lägeskarta

Diemen är en kommun i nordvästra Nederländerna i provinsen Noord-Holland. Tätorten har en area på 14,03 km² (vilket 2,05 km² utgörs av vatten) och en folkmängd på 24 049 invånare (2004).

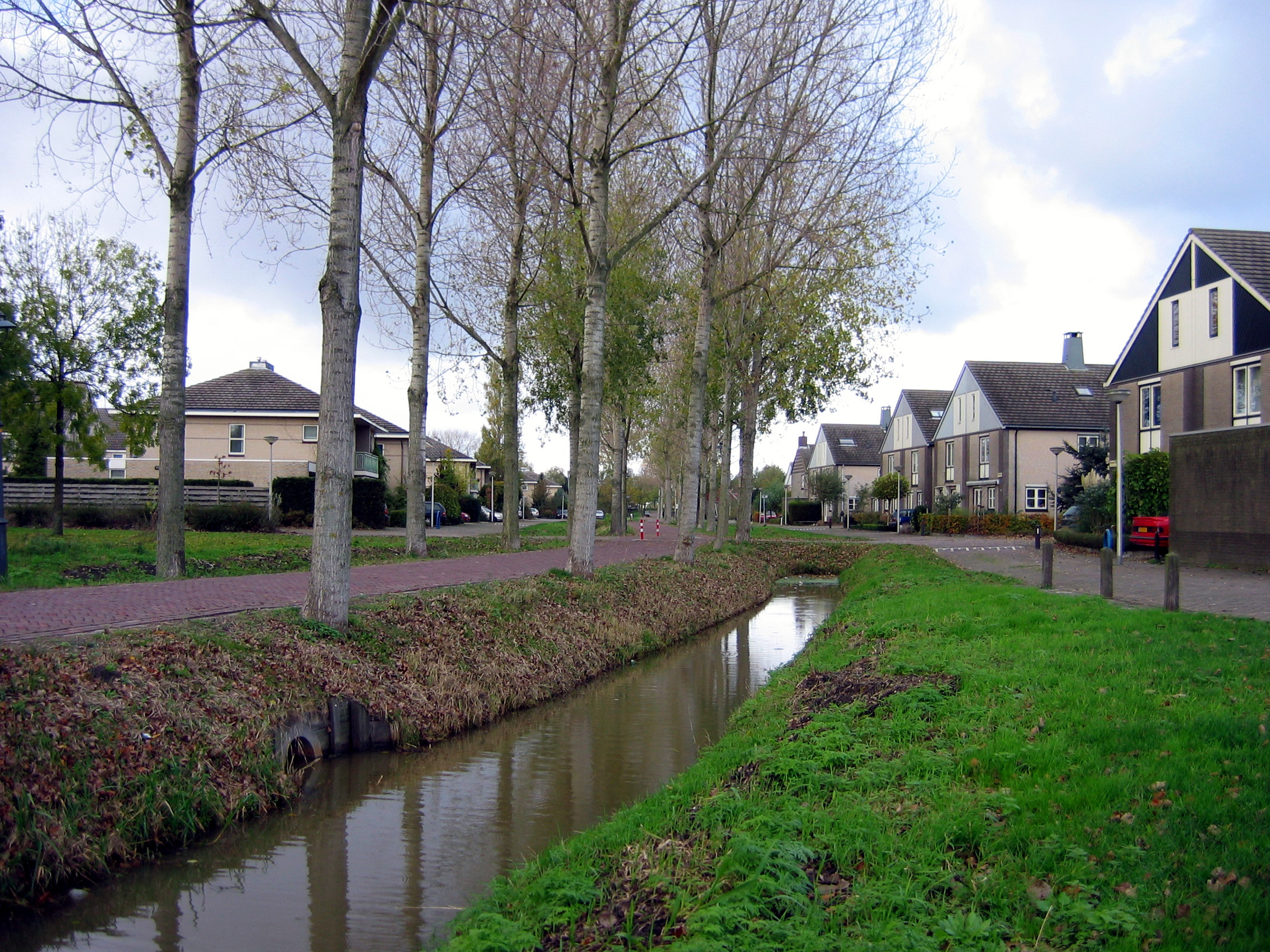
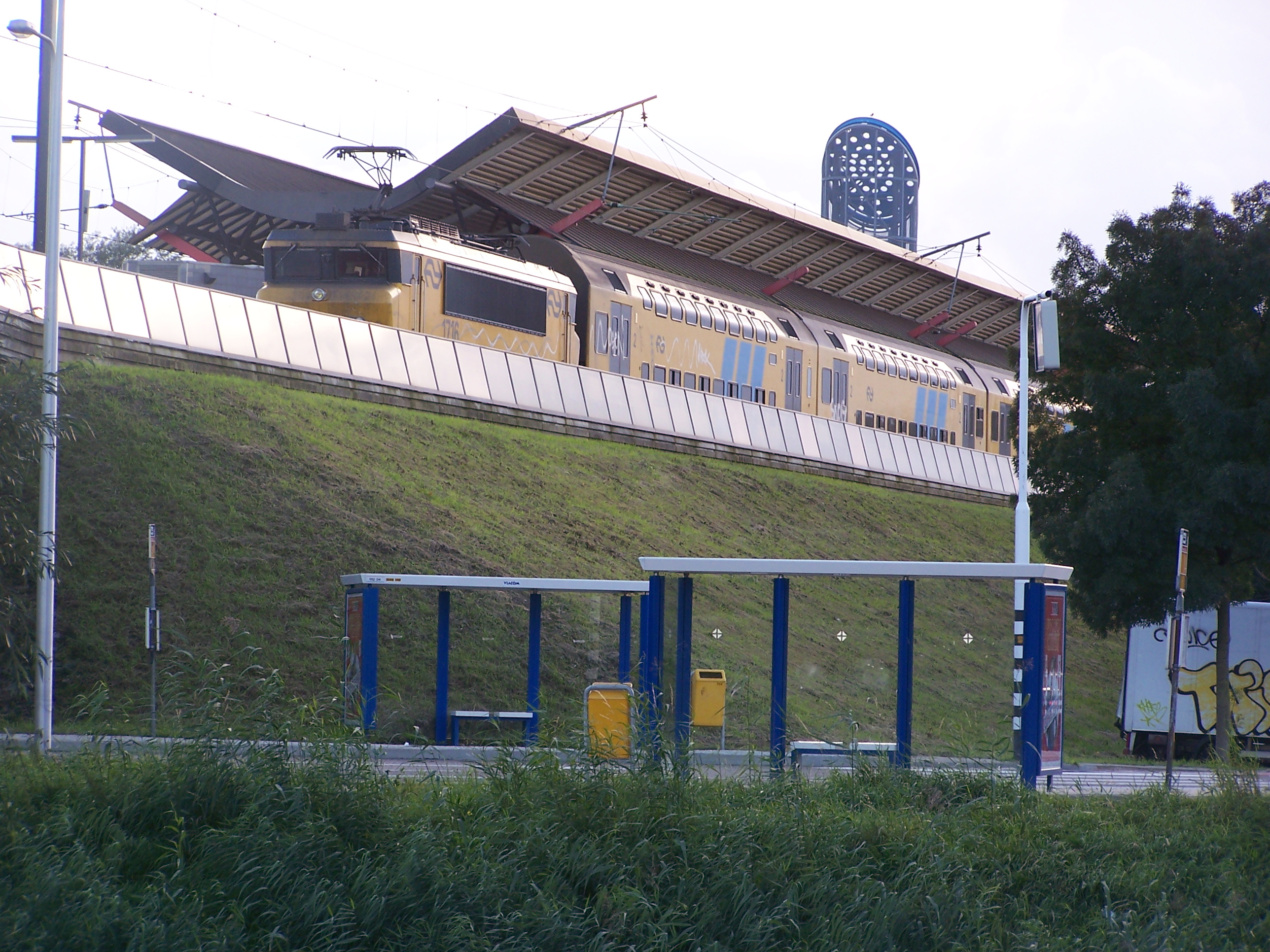
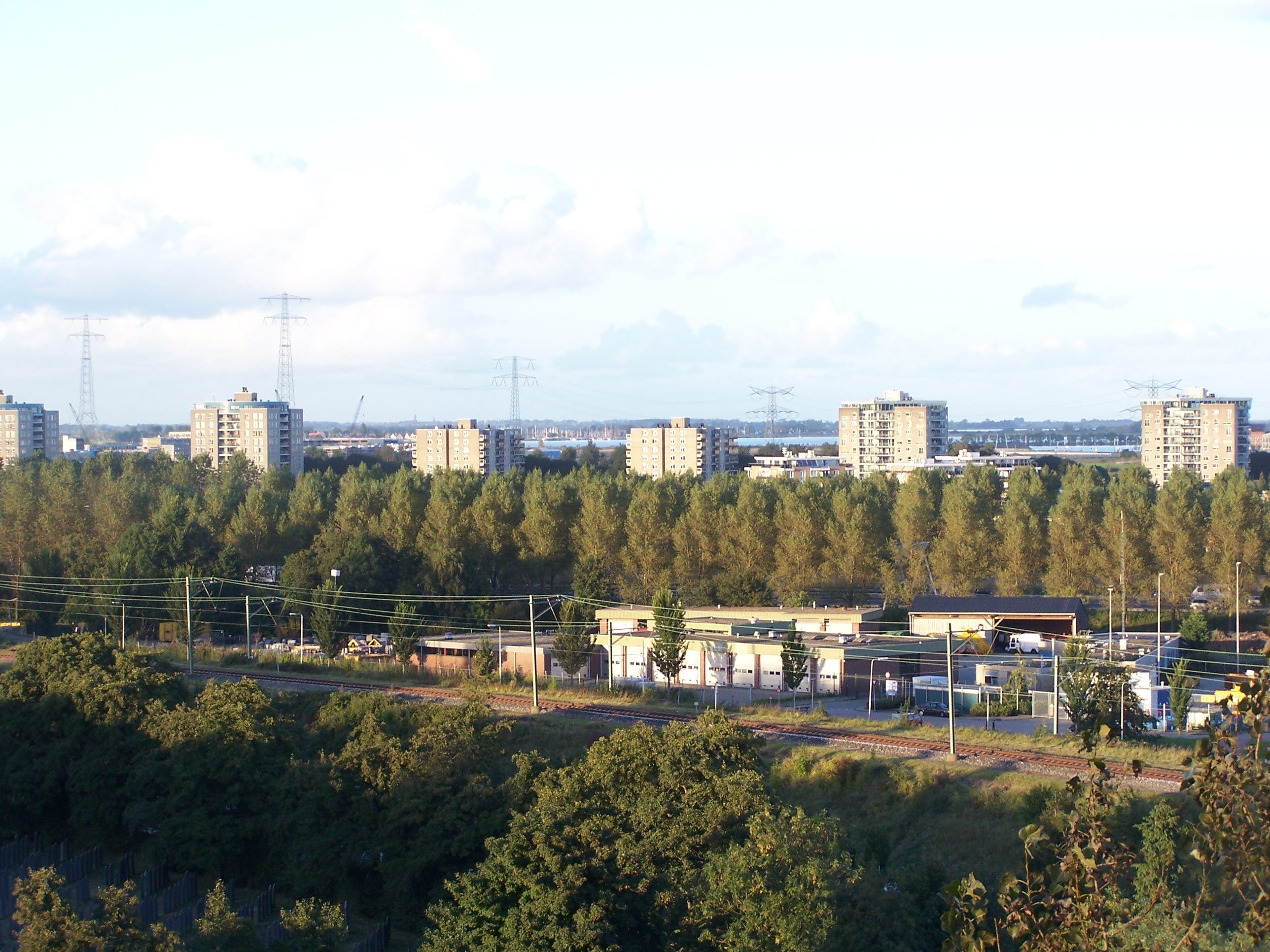
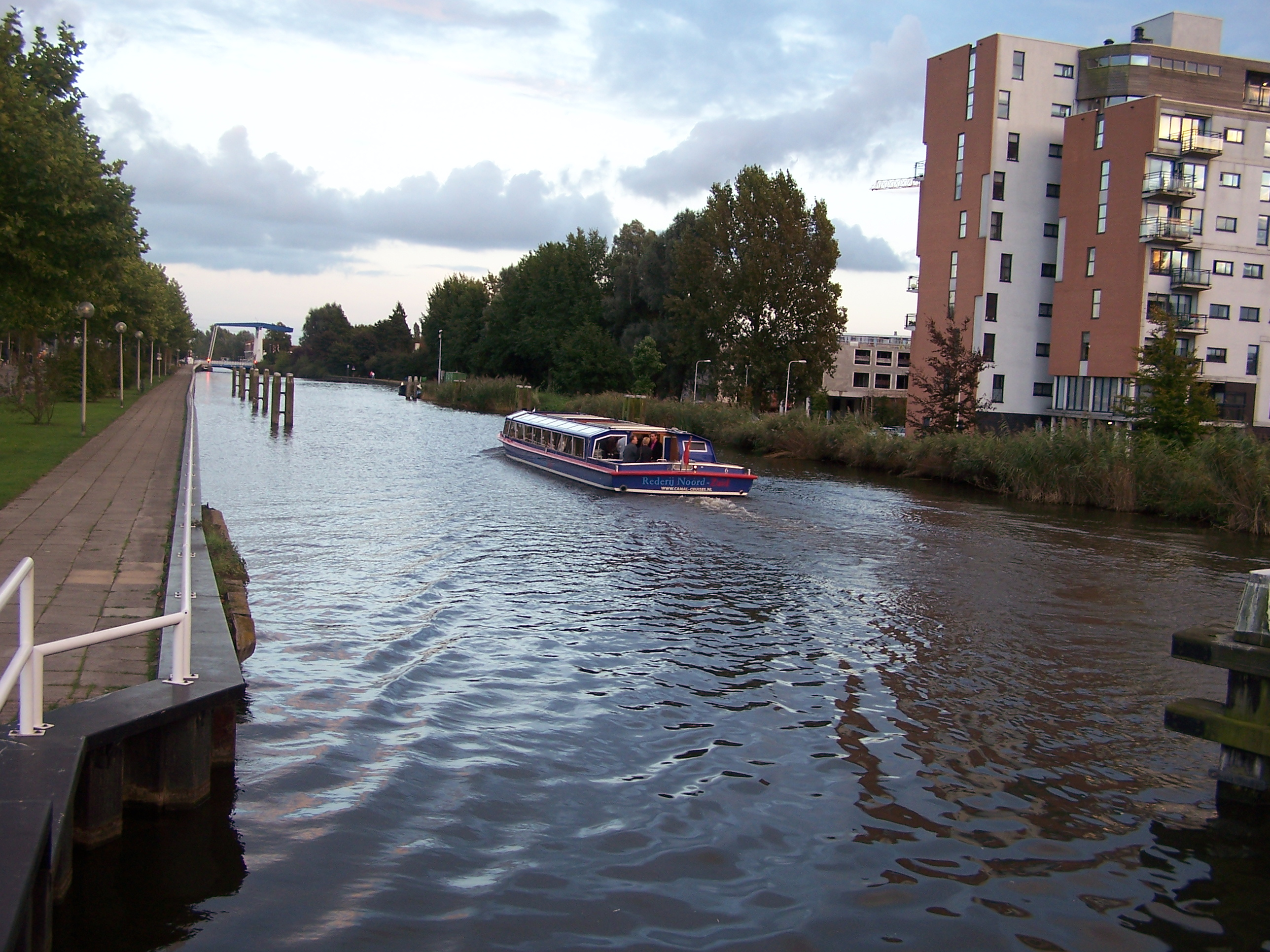
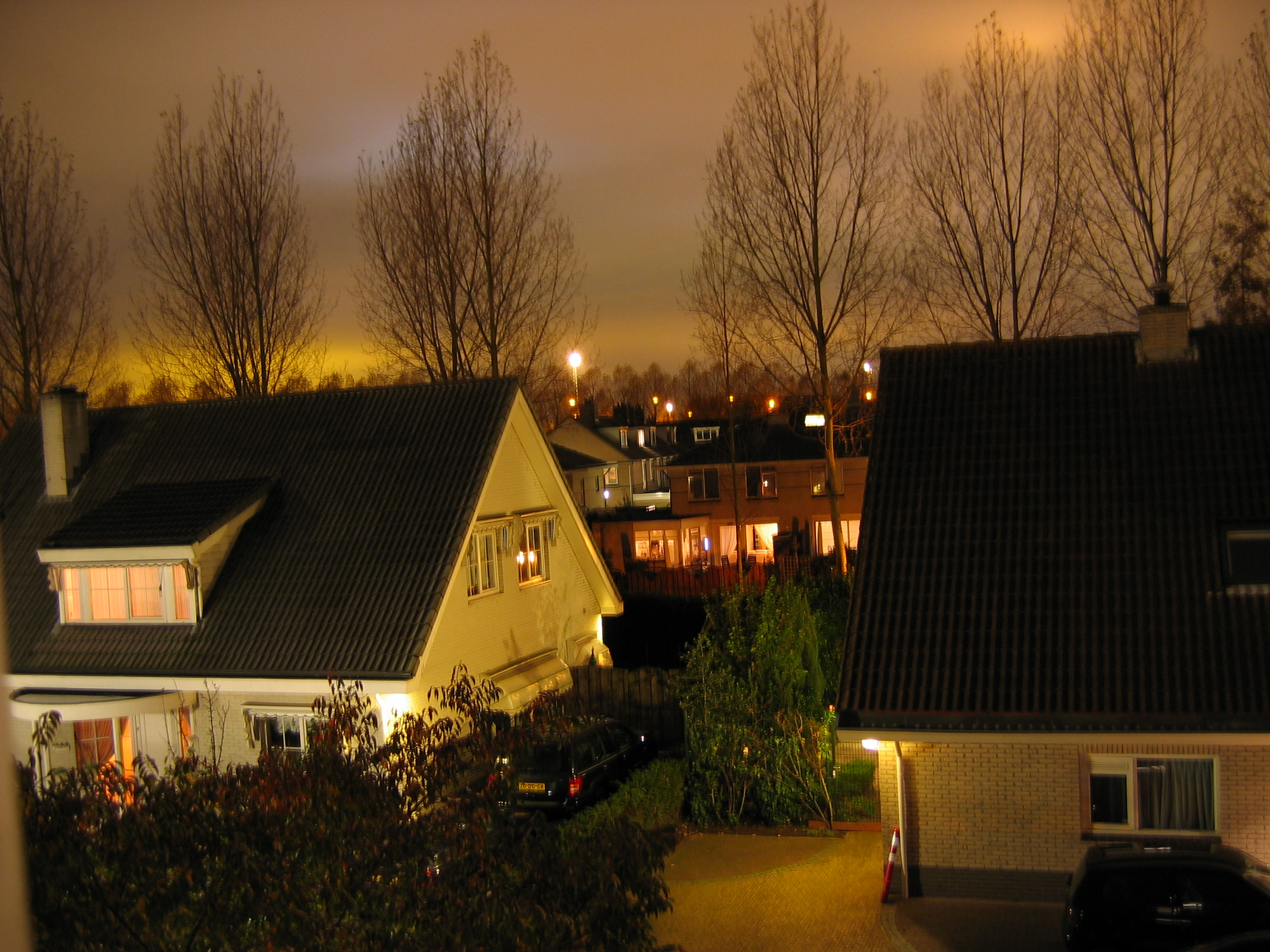